# آسلاگ

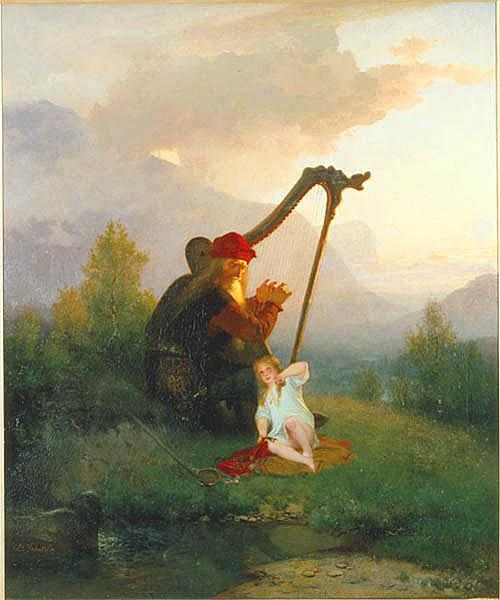
شاه هیمر (هاما) و آسلاگ

آسلاگ (به انگلیسی: Aslaug) که همچنین با نام‌های کراکا و کرابا نیز شناخته می‌شود، در اساطیر اسکاندیناوی ملکهٔ دانمارک که در مجموعه ادا، اثر مورخ ایسلندی اسنوری استورلوسون و افسانه‌های ولسونگا ساگا نقش دارد. او دختر زیگورد و براین‌هلد سپربانو، و سومین همسر راگنار لودبروک، قهرمانان باستانی اسکاندیناوی در عصر وایکینگ‌ها بود. در یکی از داستان‌های زیگورد و براین‌هلد، آن‌ها با یکدیگر ازدواج کرده و صاحب دختری به نام آسلاگ شدند که توسط هیمر، پدر خوانده براین‌هلد بزرگ شد. او در سریال وایکینگ‌ها مادر اوبه، ویتسرک، سیگورد و آیوار بی‌استخوان بود.

## در افسانه‌ها
زمانی که او تبعید شد و بورگوندی‌ها قصد کشتن آن کودک را داشتند، پدر او را با مخفی کردن درون چنگی، همراه خود به نروژ برد. اما او در آنجا توسط یک زوج روستایی به نام‌های آکی و گریما که گمان می‌کردند او شیء با ارزشی را درون چنگ مخفی کرده، در خواب به قتل رسید و آن دختر که نام کراکا را برایش انتخاب کردند، به بردگی گرفته شد. راگنار لودبروک رهبر دانمارکی‌ها به ساحل و کنار کلبه‌ای که آن‌ها زندگی می‌کردند آمد و با دیدن کراکا، شیفته او شده و پیشنهاد ازدواج داد. او با این ازدواج موافق بود، اما برای اینکه راگنار عشقش را به او ثابت کند، مراسم عروسی را یک سال به تعویق انداخت. پس از گذشت یک سال، با یکدیگر ازدواج کردند و صاحب چهار فرزند به نام‌های ایوار فرزند بزرگ، سپس بیورن آیرن‌ساید، ویتزرک، و روگن‌والد شدند. وقتی راگنار خواست او را به عنوان یک ملکه برگزیند، آسلاگ بیان داشت خود او از خانواده‌ای بلندمرتبه است. آن‌ها بعدها صاحب فرزند پسر دیگری به نام زیگورد چشم ماری شدند.

## در رسانه‌های دیگر
شعر عاشقانه پروراندن آسلاگ اثر ویلیام موریس، به بازگو کردن روابط میان راگنار و آسلاگ، با الهام از نسخه داستانی اساطیر شمالی (۱۸۵۱) متعلق به بنجامین تورپ می‌پردازد.
او در اثر «شوالیه‌های آسلاگ» به قلم فریدریش د لا مت فوکه حضور دارد، که در سال ۱۸۱۰ همراه با دو اثر رمانتیک دیگر ایسلندی در قالب قهرمانان شمال منتشر شد.
آسلاگ در برداشتی آزادانه با الهام از این افسانه به عنوان یکی از شخصیت‌های اصلی در مجموعه تلویزیونی وایکینگ‌ها، با نقش‌آفرینی آلیسا سادرلند حضور دارد.